# العملة الساسانية
انتجت العملات الساسانية ضمن نطاق الإمبراطورية الساسانية الإيرانية (224-651). إلى جانب الإمبراطورية الرومانية، تعد الإمبراطورية الساسانية أهم كيان سياسي يصدر النقود في أواخر العصور القديمة. أثرت العملة الساسانيين تأثيراً كبير على عملات الدول الأخرى. تُشكل العملات الساسانية مصدرًا أساسيًا محوريًا لدراسة الفترة الساسانية، وأهمية كبرى في التأريخ وتأريخ الفن بشكل عام. يُعد كتاب Sylloge nummorum Sasanidarum أهم عمل مرجعي أساسي للعملات الساسانية.

## سياق

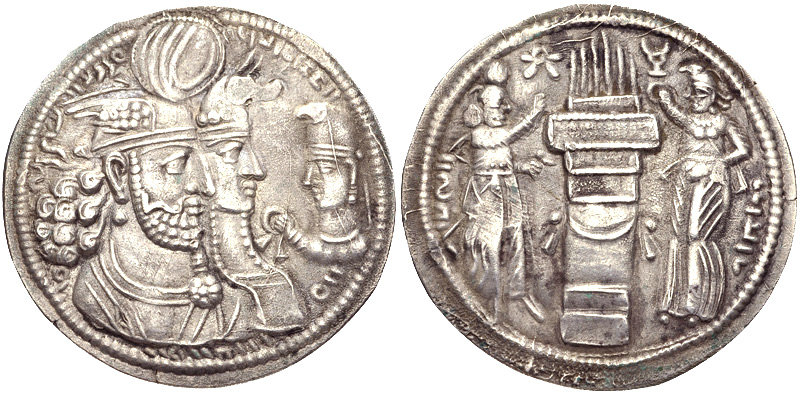
درهم فضي من عهد بهرام الثاني (r. 274–293). الوجه: تمثال نصفي متوج لبهرام الثاني وملكته شابوردختك ، متجهًا إلى اليمين؛ شخصية صغيرة، ربما ابنهما (الذي عُرف لاحقًا ملكيًا باسم بهرام الثالث)، الذي يرتدي غطاء رأس برأس نسر، متجهًا إلى اليسار، ويقدم لهما إكليلًا من الزهور. Rev : مذبح النار مع الحاضرين؛ فارافاهار على يسار النيران، رمز الثور على اليمين

العملة الرئيسية للساسانيين، التي أدخلها الملك أردشير الأول ( r. 224-242) وورثها من البارثيين، كانت الدراخما الفضية ( الفارسية الوسطى: دراهم ). وهي عملة كبيرة رفيعة (جديدة في ذلك الوقت) تزن حوالي 4 غرام، وقطرها 25-30 ملم. مصنوعة من الفضة النقية إلى حد ما، و انتجها ملوك الساسانيين بكميات كبيرة. أصدر العديد من الحكام الساسانيين أيضًا أجزاء من الفضة (بأعداد أقل بكثير). تتضمن بعض هذه العملات الكسرية الهيمادراخما، والأوبول ، والتترادراخما. من المرجح أن أردشير الأول ورث الهيمادراخما والأبول من النظام النقدي لمقاطعته الأم، برسيس (أي فارس). إنتجت العملات المعدنية المصنوعة من النحاس والرصاص (بشكل غير شائع) في ظل عهود مختلفة.
ومع ذلك، فقدت العملة المعدنية التترادراخما شعبيتها بالفعل في الفترة الساسانية المبكرة، في عهد بهرام الأول (271-74)، حيث كانت تصنع في الغالب من النحاس مع كمية ضئيلة من الفضة. ظهرت الهيمادراخما أيضًا في بداية العصر الساساني. واستخدم الأوبول والهيموبول لفترة أطول، ولكن استخدامها بشكل متقطع فقط في المناسبات الخاصة (على سبيل المثال هدايا التنصيب، ورمي الحشود). وفي نهاية المطاف، توقف إنتاج النصف دراخمة والتترادراخما في عهد بهرام الثاني ( r. 274-93)، ولكن النسخة الإيرانية من الأوبول، الدانغ (كلمة فارسية متوسطة)، ظلت تُسك حتى نهاية حكم كافاد الأول في أوائل القرن السادس.
انتجت العملات الذهبية بكميات محدودة، وفي الأساس تُسك "لأغراض الدعاية وللمنافسة مع الذهب الروماني والكوشاني". وقدم أردشير الأول، أول حكام الساسانيين، الدنانير الذهبية (بالفارسي الوسيط: دِينَار، تعود أصولها إلى اللاتينية "ديناريوس أوريوس"). كان سك العملات الذهبية مجهولًا في النظام النقدي البارثي، الذي كان سلفًا للنظام الساساني. تراوحت أوزان العملات الذهبية الساسانية بين 7 و 7.4 غرام حتى عهد شابور الثالث (383–388م). كما كان سك العملات النحاسية محدودًا جدًا في الإمبراطورية الساسانية.
على مدار أكثر من أربعمائة عام من تأريخ ساسانيا، تُسك العُملات المعدنية امتيازًا حصريًا للملك الحاكم، والنمط المستخدم في سك العُملات المعدنية الساسانية نفسهُ دائمًا في كل جزء من الإمبراطورية؛ يوضح هذا أن دور سك العُملات الساسانية تحت سيطرة مُشددة من السلطات المركزية الملكية. باستثناء استخدامها لدفع الضرائب، فإن السياق الدقيق للعملات الساسانية باعتبارها عملة داخل الإمبراطورية لا يزال غير واضح. ومع ذلك، فمن المعروف أن جزءًا كبيرًا من العملات الساسانية يستخدم لدفع رواتب الجنود والقوات. لذلك، وفقًا لفيليب جينوكس ومايكل بيتس، فإن شابور الثاني ( r. 309-379) وبيروز الأول ( r. لا بد أن الحكام الأوائل (حوالي 459-484) "زادوا" من إنتاج العملات المعدنية أثناء حكمهم، حيث قاموا بالعديد من الحملات. وسُكت كميات هائلة منها في عهد كافاد الأول وخسرو الأول ( r. 531–579) وخسرو الثاني ( r. 590–628)، الذين شاركوا في حروب بارزة. تُضرب جميع العملات الساسانية يدويًا، كما هو الحال في الإمبراطورية الرومانية، كان إنتاج العملات منظمًا وفقًا لـ "خطط دقيقة ومنظمة جيدًا".

## الأيقونات والأنماط
تُظهر العملات المعدنية الساسانية نوعًا متسقًا للغاية من الأيقونات، من القرن الثالث إلى القرن السابع، "على الرغم من أن صورها ووجهها الخلفي أصبحت منمقة بشكل تدريجي". على حد تعبير ريبيكا دارلي وماثيو كانيبا:
كانت العملات الساسانية تحمل عادة صورة الملك على الوجه الأمامي، ومذبح النار مع حارسين على الوجه الخلفي. وكانت العملات الساسانية تحتوي على حواف متعددة، بينما تضمنت العملات الساسانية المتأخرة عادةً رموزًا فلكية خارج الحواف. كانت الأساطير مكتوبة بالخط الفهلوى، حيث تتضمن اسم وألقاب "ملك الملوك" على الوجه الأمامي، وعلى الوجه الخلفي عبارة "نار (اسم الملك)"، وفي بعض الأحيان، شعارات. وفي بعض الأحيان يُشار إلى مكان السك. كان كل ملك يعتمد تاجًا شخصيًا يتضمن رموزًا إلهية وفلكية، وكانت هذه التيجان عادة ما تكون فريدة له. توجد استثناءات في حالات الحكم المشترك الأولي (مثل أردشير الأول وشابور الأول)، وكذلك في الفترة الساسانية المتأخرة عندما أصبحت التيجان أكثر تجريدًا وغالبًا ما تكون مشابهة. وإذا تعرض الملك لهزيمة كبيرة، قد يتبنى تاجًا جديدًا (كما حدث مع نارسي).

## العملة الساسانية في السند

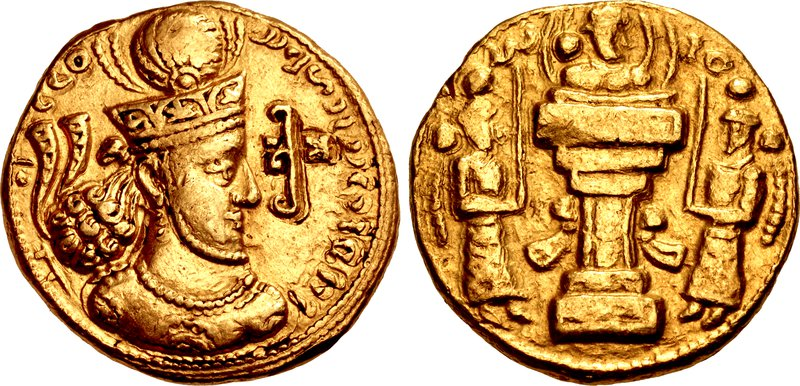
عملات ذهبية لحاكم الإمبراطورية الساسانية شابور الثالث (حكم 383-388)، سُكّت في السند ، باكستان الحديثة. وجه العملة: صورة شخصية لشابور الثالث، مكتوب عليها حرف براهمي سري ("الرب") أمام الملك. أسطورة بهلوية متدهورة حولها. العكس : مذبح النار مع الحاضرين.

تُشير العملات الساسانية في السند إلى سلسلة من الإصدارات على الطراز الساساني، التي سُكت من عام 325 إلى 480 م في السند، في الجزء الجنوبي من باكستان الحديثة، مع نوع العملات المعدنية لحكام الإمبراطورية الساسانية المتعاقبين، من شابور الثاني إلى بيروز الأول. جنبًا إلى جنب مع عملات الكوشانيين الساسانيين، غالبًا ما توصف هذه العملات المعدنية بأنها "هندية ساسانية". تُشكل جزءاً هاماً من العملة الساسانية.

## العملات الساسانية في أيبيريا (جورجيا)
عُثر على كنوز مختلفة في ما يعرف الآن بجورجيا تحتوي على عُملات ساسانية منتظمة، إلا أنه لم تُحدد علامة دار سك محلية حتى الآن لهذه العُملات الساسانية المنتظمة. ومع ذلك، فقد إنتج ما يسمى بالعملات الكارتفيلية الساسانية محليًا في كارتلي خلال الفترة اللاحقة من السيادة الساسانية وحكمها على شرق وسط جورجيا (أيبيريا عند المؤلفين الكلاسيكيين)، أي أواخر القرن السادس والنصف الأول من القرن السابع. نظراً لأن جميع العُملات المعدنية الموجودة من هذا النوع مُزينة على الوجه بصورة إما هرمز الرابع أو خسرو الثاني، فلا توجد عُملات كارتفيلو-ساسانية سبقت حكم هرمز الرابع (بدأ في عام 579). بدأ إنتاج العُملات المعدنية الكارتفيلية الساسانية بعد قمع النظام الملكي الأيبيري على يد الساسانيين، يرجع تأريخها حسب سيريل تومانوف إلى ق. 580.

تُزين العُملات المعدنية الكارتفيلية الساسانية عادةً بأحرف اسومتافرولي و/أو الأحرف الأولى. تُمثل هذه الأحرف الأولى أسماء الإريستافيين والأمراء والرؤساء البارزين والمعاصرين (إريستافتا-متافاريس ) في أيبيريا. أقدم عُملات الكارتفيلو الساسانية، كجزء من المرحلة الأولى، تحمل نقش JO ، ويُترجم وفقًا لستيفن إتش راب الابن إلى "O، Cross". وبعد تأسيس إمارة أيبيريا بشكل ثابت، تحولت النقوش، في هذه المرحلة الثانية، إلى أحرف تشير إلى أسماء الأمراء الحكام. ومن الأمثلة على ذلك GN و GRG ، أي "Gurgen/Guaram" على التوالي؛ وتعرف على كلا الاختصارين بالأمير غوارام الاول (r.588-590). وكان الأمراء الرؤساء الذين جاءوا بعد هذه المرحلة أكثر جرأة في إظهار انتمائهم الديني. في هذه المرحلة الثالثة والأخيرة من عُملات الكارتفيل الساسانية، يمكن تمييز صليب صغير كبديل للشعلة الزرادشتية المقدسة فوق مذبح النار. تبدأ هذه السلسلة بالاختصار SPNS، أي "ستيبانوز الأول"، الموضوع حول صورة الشاه الساساني هرمز السادس. لا يعيق النص قراءة الأسطورة الفارسية الوسطى المستخدمة عادة. تطورت هذه التكيفات بشكل أكبر في عهد ستيبانوز الأول (590-627)، أو ربما في عهد ستيبانوز الثاني (642-650). في هذه المرحلة الفرعية، يمكن رؤية النقش الكامل لاسم "ستيبانوز" على جانبي رأس الشاهنشاه الساساني، والتخلص من النقش الفارسي الأوسط الذي يصور اسم وسنة حكم الشاهنشاه.

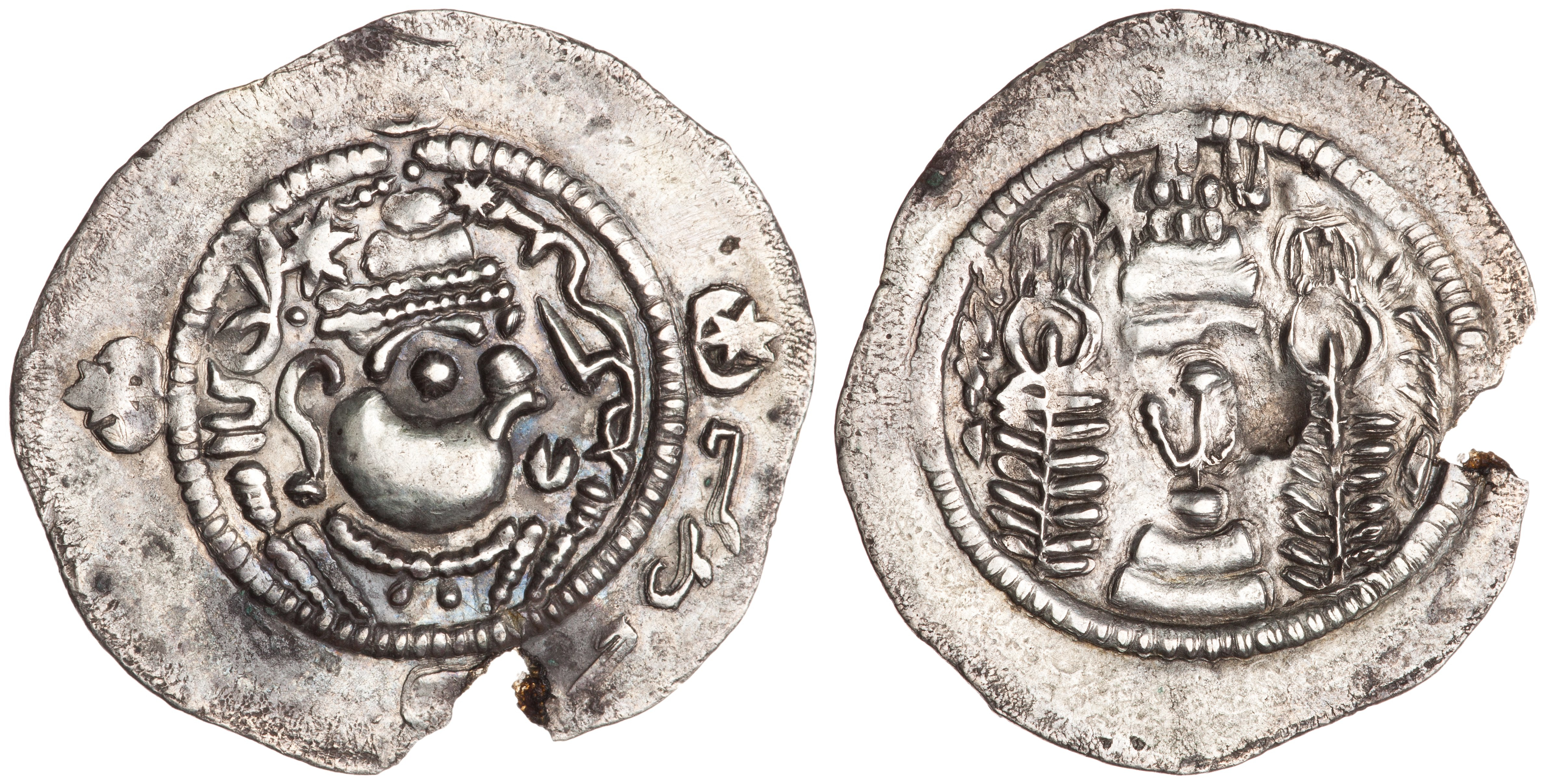
عُملة من النوع الساساني للأمير غوارام الأول، مع تمثال نصفي لهرمزد الرابع ونقش أسومتافرولي GRG، أي غورغن
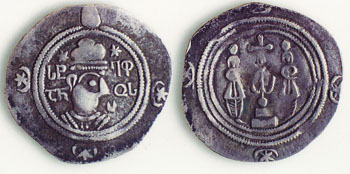
عُملة ساسانية من عهد الأمير ستيفن الأول، تحمل وجه تمثال نصفي لكسرى الثاني ونقش "أسومتافرولي" STEP'ANOS

## التأثير على عملات الدول الأخرى
وفقًا لدارلي وكانيبا، استُخدمت العُملات الساسانية على نطاق واسع في التجارة، وخاصة مع آسيا الوسطى والصين، وشكلت نموذجًا للأنواع التي ضُربت في المناطق المجاورة للإمبراطورية الساسانية، بما في ذلك المناطق التي حكمها الهيبثاليون والكيداريون. بعد الفتح العربي لإيران، نسخت الخلافة الأموية العُملات الساسانية وأضافت عادةً بعض الأساطير العربية إلى العملات المعدنية. ومع ذلك، سُك بعض العملات المعدنية في هذه الفترة دون أي نص عربي. سُكت هذه العملات المعدنية العربية الساسانية في قلب الإمبراطورية الساسانية السابقة وتتبع الدوافع الساسانية، بما في ذلك تصوير مذبح النار الزرادشتي. وفي عهد عبد الملك بن مروان ( r. في الفترة من 685 إلى 705، انشأت عملة إسلامية جديدة "بدون عملة رقمية"، وكان الدرهم الفضي الإسلامي الجديد لا يزال "مدينًا بنسيجه الفضي المميز وشاشته العريضة لتقنيات سك العملة الساسانية".

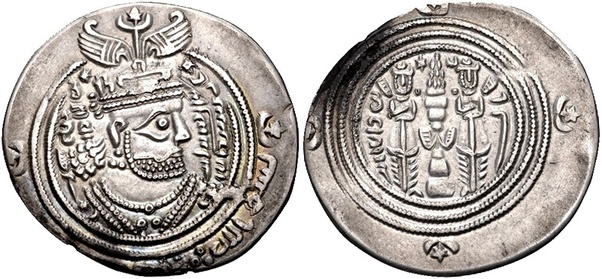
عُملة ساسانية من العصر الأموي، تمثال نصفي يقلد تمثال كسرى الثاني
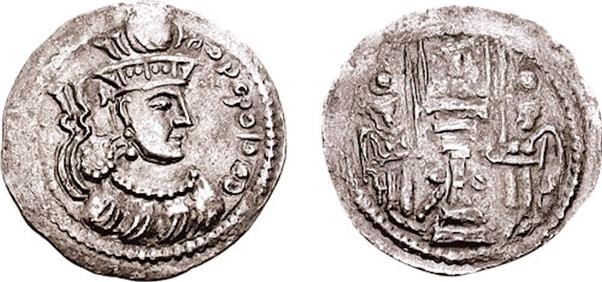
عُملة من النوع الساساني من الكيداريين، تمثال نصفي يقلد تمثال شابور الثالث
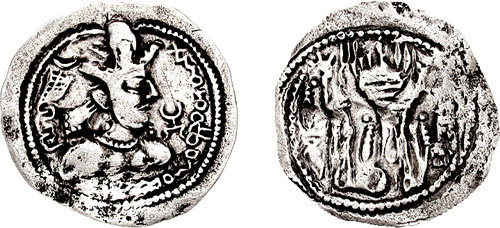
عملة ألخون هونية مبكرة مبنية على تصميم ساساني، مع تمثال نصفي يقلد شابور الثاني. يرجع تاريخها إلى الفترة من 400 إلى 440 ميلادي.
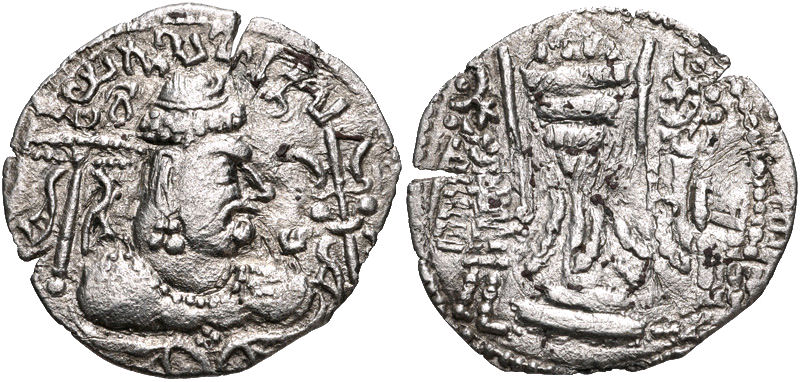
عُملة للملك الهوني ميهيراكولا تحمل أسطورة بخط جوبتا الهندي. طبعة: حافة منقطّة حول مذبح النار محاط بخدم على الطراز الساساني.
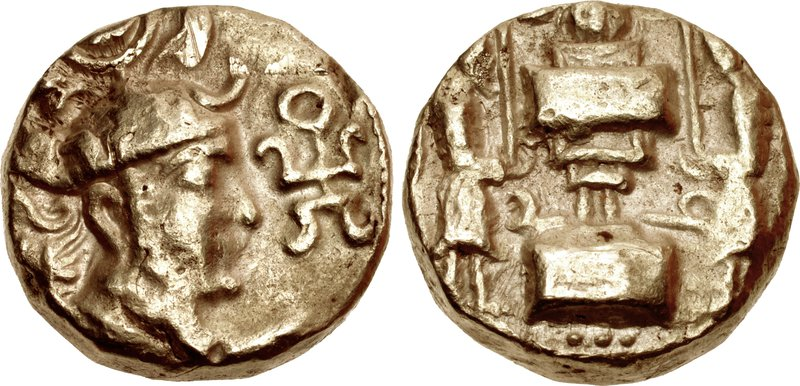
زعيم هوني غير مؤكد، عملة مشتقة من العملة الساسانية في السند. السند، القرن الخامس
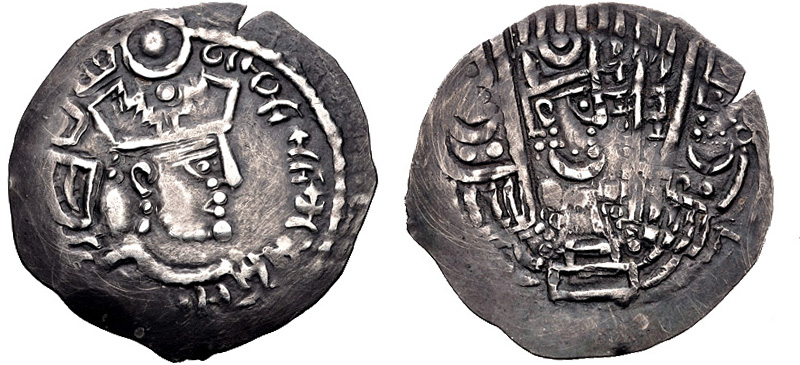
دراخم فضي على غرار النموذج الساساني لخُدَّاش بخارى، صغديا، أوائل القرن الثامن. 30ملم، 3.08 غرام. يظهر على الوجه الخلفي رأس الملك على المذبح، والخدم غير قابلين للتعرف عليهم تقريبًا
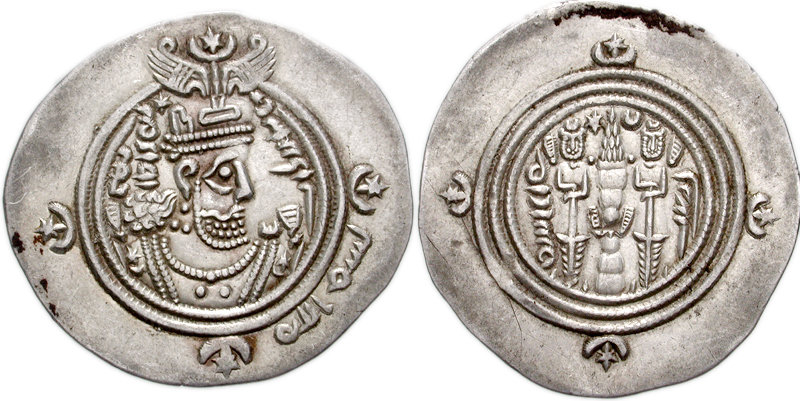
عملة الخلافة الراشدة. تقليد نوع حاكم الإمبراطورية الساسانية خسرو الثاني. BYS ( بيشابور ) النعناع. بتأريخ 25 يي = 36 هـ (656 م). تمثال نصفي على الطراز الساساني يقلد كسرى الثاني على اليمين؛ بسم الله في الهامش.

### العملات الهندية الساسانية (530 إلى 1202 م)
هناك أيضًا فئة كاملة من العُملات الهندية، على "النمط الهندي الساساني"، واشتقت من التصميم الساساني بطريقة هندسية إلى حد ما، بين الغورجارا، والبراتيهارا، وتشولوكيا-بارامارا، وبالاس من حوالي عام 530 م إلى 1202 م. عادةً ما يكون تمثال الملك الموجود على الوجه مبسطًا للغاية وهندسيًا، ويظهر تصميم مذبح النار، مع أو بدون الخادمين، كزخرفة هندسية على ظهر هذا النوع من العملات.

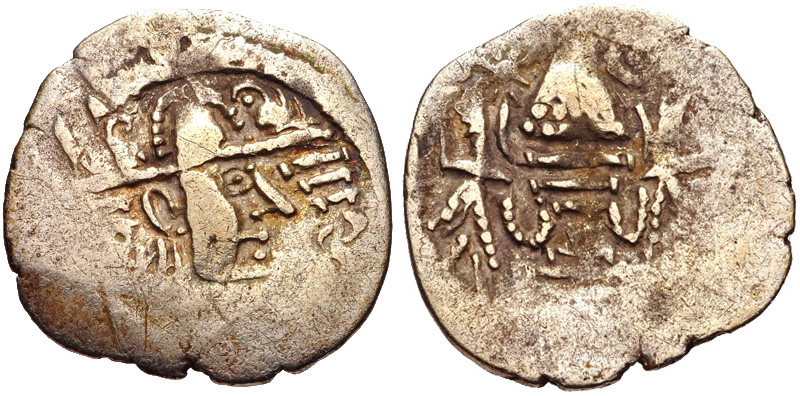
عملة اتحاد غورجارا، على غرار العملة الساسانية في السند. السند. حوالي 570-712 م
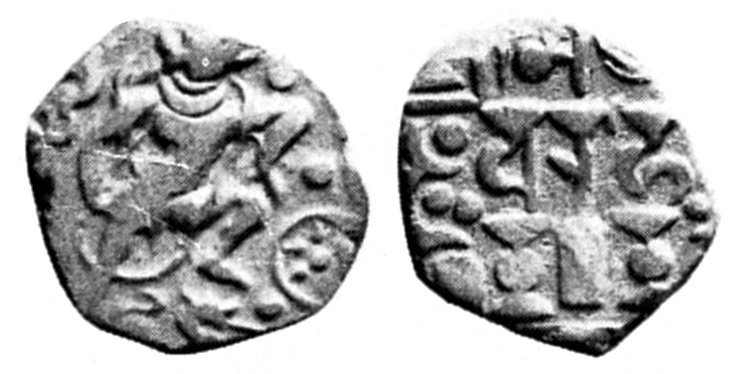
عملة جورجارا-براتيهارا لبوجا أو ميهارا، ملك كانوج ، 850-900 م. الوجه: خنزير، تجسيد فيشنو، ورمز شمسي. النقش: "آثار من النوع الساساني". الأسطورة: سريماد آدي فارها "الخنزير البدائي المحظوظ".
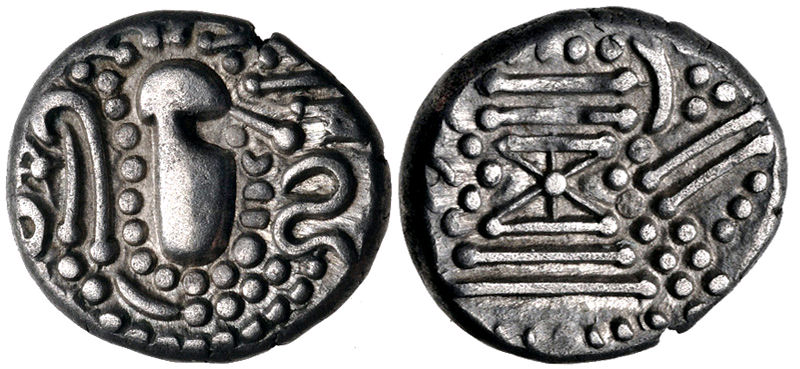
عملة تشاولوكيا- بارامارا، حوالي 950-1050 م. رسم منمق لعملات سلالة تشافدا: تمثال نصفي على الطراز الهندو-ساساني على اليمين؛ حبيبات وزخارف حولها / مذبح نار منمق؛ حبيبات حولها.